# Тылицки, Яцек

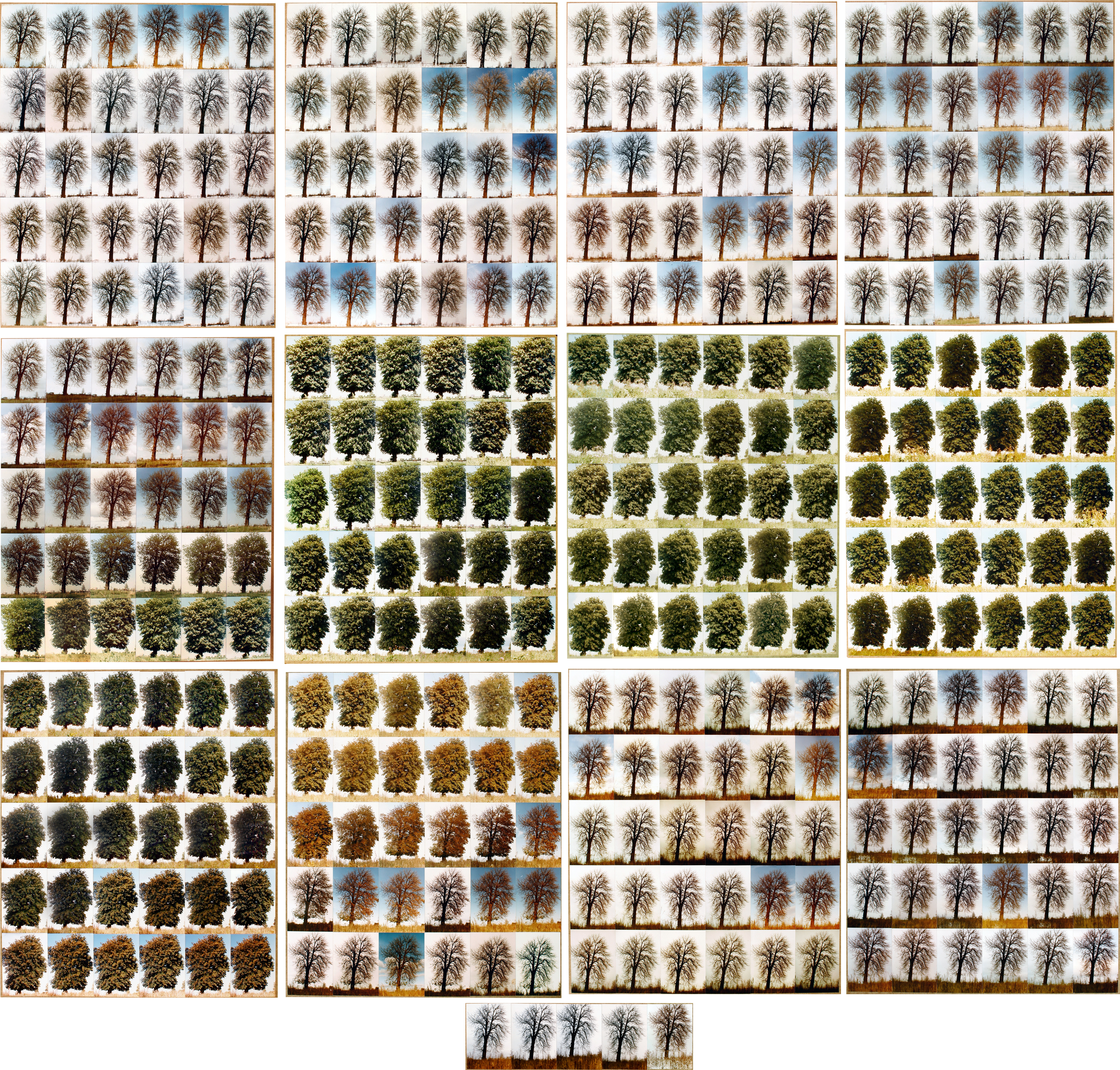
Яцек Тылицки, 365 дней, Одна фотография дерева каждый день, Лунд, Швеция, 1979

Я́цек Тыли́цки (пол. Jacek Tylicki, род. 1951, Сопот) — польский мультимедийный художник, проживающий в США. Один из предвестников концептуального искусства и основатель известной Now Gallery в Нью-Йорке. В своём проекте, начатом в 1973 году, первым в мире непосредственно (без ингеренции человека) воспользовался природой как творческим носителем. Таким образом во время его многочисленных путешествий он создал цикл работ Natural Art.

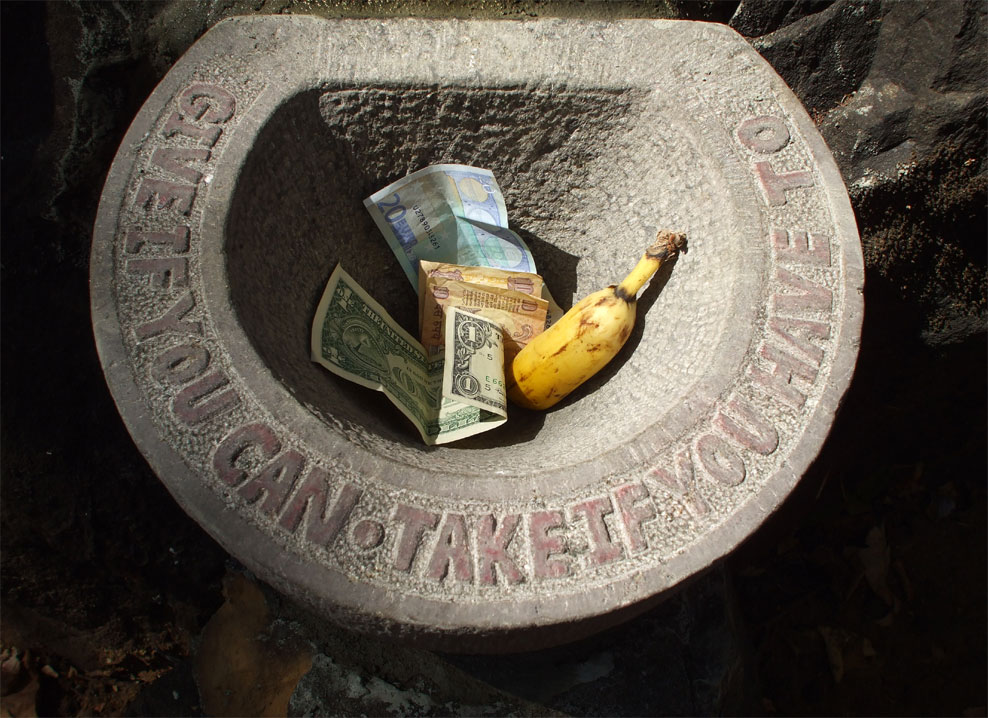
Яцек Тылицки, Каменная скульптура, Палолем (Palolem Island), Индия, 2008

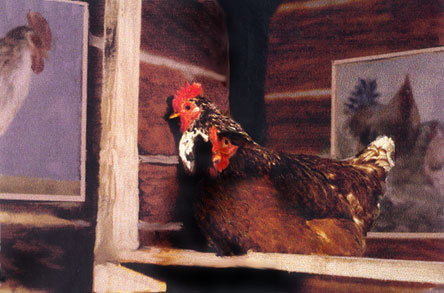
Яцек Тылицки, Инсталация Chicken Art, Now Gallery, Нью-Йорк, 1987 а также SFINKS Сопот 1993

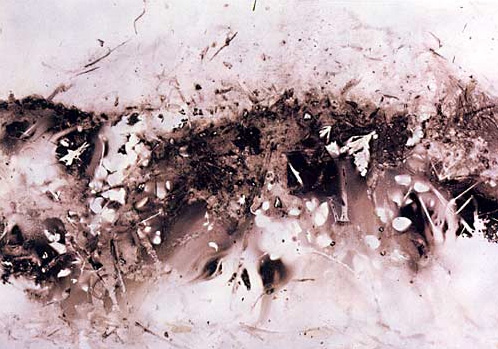
Яцек Тылицки, Natural Art, Nr.183,
(Созданное Природой). Староджев лесны (Старый лес), Южная Швеция, 17/08 — 29/08 1976, 47,5 x 35,5 см

## Творчество
Его работы связаны с использованием земли (лэнд-арт), инсталляции, видео и фотографии, часто затрагивают общественные и политические темы. В 1973 году Тылицки начинает цикл «Natural Art», пуская на ветер листы полотна или бумаги и на длительное время оставляя их в естественной среде (Швеция, Польша, Индия, США). Вынуждает таким образом у природы позицию, которая раньше приписывалась художнику, а именно создание формы.
В 1974—1990 годах выступает с инициативой создать концепцию анонимного действия художника, выпустив журнал «Anonymous Artists». В нём он приглашает художников представлять своё творчество без указания фамилии.
В 1985 году создает инсталляцию «Chicken Art». Переделывает галерею в Нью-Йорке в курятник, в котором живые курицы осматривают размещенные на стенах галереи реалистические картины куриц, цыплят или петухов. Заявляет одновременно: «Для курицы самая красивая курица».
Другой инсталляцией была «Free Art», где приглашенные известные нью-йоркские художники даром раздавали свои работы.
Фотография играет значительную роль в его творчестве как запись мгновенности и непрочности.

## Избранные индивидуальные выставки
- Gallerie Porten (Лунд, Швеция, 1976)
- BTJ Gallery (Лунд, Швеция, 1979)
- Gallery 38 (Копенгаген, Дания, 1979)
- Galeria Sien Gdanska (Гданьск, Польша, 1979)
- Galerie S:t Petri (Лунд, Швеция, 1979)
- Galeria Akumulatory 2 (Познань, Польша, 1979)
- Galerie Sudurgata 7 (Рейкьявик, Исландия, 1979)
- Galerie Kanal 2 (Копенгаген, Дания, 1980)
- Galeria BWA (Сопот, Польша, 1980)
- Galerie Sudurgata 7 (Рейкьявик, Исландия, 1980)
- Club 57 (Нью-Йорк, США, 1982)
- Now Gallery (Нью-Йорк, США, 1985)
- Fashion Moda Gallery, «Attack» (Нью-Йорк, США, 1986)
- Now Gallery «Free Art» (Нью-Йорк, США, 1987)
- U Gallery (Нью-Йорк, США, 1995)

## Избранные коллективные выставки
- Galeriet (Лунд, Швеция 1976)
- Galerie Brass (Мальмо, Швеция, 1977)
- EXEN (Копенгаген, Дания, 1979)
- Nordic Experimental Art Festival (Исландия, 1979)
- Experimental Environment II, Living Art Museum (Исландия, 1980)
- New Avantgarde, BWA (Сопот, Польша, 1981)
- ARTEDER International (Бильбао, Испания, 1982)
- Now Gallery (Нью-Йорк, США, 1984)
- Avenue B Gallery (Нью-Йорк, США, 1984)
- 8BC Gallery (Нью-Йорк, США, 1985)
- Nite Gallery (Нью-Йорк, США, 1985)
- Fusion Gallery (Нью-Йорк, США, 1986)
- Artifacts Gallery (Майами, США, 1986)
- No-Se-No Gallery (Нью-Йорк, США, 1986)
- Sculpture Garden (Нью-Йорк, США, 1986)
- Binghamton University Gallery (штат Нью-Йорк, США, 1987)
- Fashion Moda Gallery (Нью-Йорк, США, 1986)
- Limelight (Нью-Йорк, США, 1988)
- Foundation SFINKS (Сопот, Польша, 1993)
- Akademie Der Kunste (Берлин, Германия, 1994)
- SFINKS (Сопот, Польша, 2002)
- Land Art Festival (Торунь, Польша, 2011)
- Dublin Biennial (Дублин, Ирландия, 2012)
- Zachęta Narodowa Galeria Sztuki (Варшава, Польша, 2012)
- Muzeum Sztuki Współczesnej w Krakowie (MOCAK, 2013)